# 中國—越南關係
中越關係（越南语：／*/?）是中國與越南現在及過去存在的政權及人民之間的關係。中华人民共和国与越南於2008年建立全面战略合作伙伴关系，並維持至今。
雖然中國和越南同屬於漢字文化圈，但是中國历史上曾四度征服越南，這段歷史令越南人對中國抱有疑心。而當今中國大陸和越南的政權——中華人民共和國與越南社會主義共和國縱然都是社會主義國家，不過兩國的雙邊關係比較動盪。越戰期間，中華人民共和國曾出於種種原因而大量支援由越南共產黨建立的越南民主共和國（北越），但1976年柬越戰爭後，越南倒向蘇聯一方，結果兩國關係惡化，促使中國於1979年在中越邊境對越南開戰。冷戰結束後，由於經濟改革因素，雙方都開始改善兩國之間的外交關係和促進合作。在南海主權問題方面，兩國同意以和平方式尋求解決方案，且認為海上局勢基本稳定，但仍然時有爭執，越南反對中國在其控制的島礁上建立軍事設施。
截至2022年，中国大陆是越南最大贸易伙伴和第二大出口市场，越南是中国大陆第六大贸易伙伴，以及在东南亚国家联盟的第一大贸易伙伴。古代越南接受了中華文化，採用了中國的管治制度，現代越南的部分政策（如土地改革以及革新開放政策）也借鑒了中國大陸的經驗。進入21世紀後，中國大陸嘗試向越南出口影視產品，擴大中國大陸在越南的軟實力，並取得部份成效，例如古裝劇等不涉及政治元素的中國大陸劇集獲得了越南觀眾的接受。越南民眾雖然同意中國大陸對越南產生較大的影響力，但對中國的觀感不佳，越南政界、商界、傳媒界和學界的代表中，不信任中國大陸對世界有積極貢獻的也超過一半。

## 歷史

### 二戰前
根據越南史籍大越史記全書的記載，中國和越南在中國的戰國時期（越南的古蜀時期）就已經開始來往。越南歷史上曾被中國統治過四次，从西汉直到五代十国时期长达一千多年，明朝15世纪初期也被中国直接统治二十年。不過越南人先後以武力推翻中國人對他們的統治，並且向中国皇帝称臣纳贡，以外王內帝的模式維持自己作為藩属国的獨立地位，期間中越兩國的主要衝突包括宋越熙宁战争、蒙越戰爭、明越戰爭和清軍入越戰爭等，上述除了宋越熙宁战争是由李朝將領李常傑主動北侵，其餘均為中國為了恢復越南舊朝或擴張領土而發動的戰爭。中越兩國同屬漢字文化圈，從古代中國傳入越南的事物包括漢字、漢傳佛教、科舉制度、藝術、生活風俗等。古代越南的水稻種植法、灌溉技術、建築工藝、制瓷技術等亦源自中國。
1884年，越南正值阮朝時期。當時統治中國的清朝和法國爆發中法戰爭，最終清朝的李鴻章與法國簽訂新約，承認法國對越南的宗主權。自此，中國便失去了對越南的影響力。

### 第二次世界大戰
在廣西和廣東，越南一些投身革命的人士以讓越南女人嫁給中國軍官的方式與中國國民黨結盟。這些越南女人和中國軍官所生下的小孩能說漢語和越南語，而且還能作為革命黨的特務，在邊境地區散佈革命思想。中越人民聯姻令法國人提高了警覺。潘佩珠的革命網絡當時已經分佈的很廣泛，另外中國商人也迎娶了越南女人，並提供資金去援助革命黨。
美國總統羅斯福和史迪威將軍私下地令法國在戰後不再佔領法屬印度支那（現在的越南、寮國和柬埔寨）這消息變得十分明確。羅斯福希望讓中國國民政府領導人蔣介石統治整個中南半島，據說蔣介石回覆他說在任何情況下都不會佔領中南半島。
戰後蔣介石派出盧漢將軍部下20萬名中華民國國軍士兵進入北緯16度以北的中南半島去接受日本人的投降，並在此留守，至1946年為止。中國人利用中國國民黨在越南的分支越南國民黨去提升他們在印度支那的影響力和為敵對勢力添加壓力。蔣介石警告跟共產黨打仗的法國人，如果他們不與胡志明簽訂停戰的條約，國軍就會跟他們開戰。另外，他也在1946年2月要求法國人將他們在中國的租借地（廣州灣，即今湛江市）歸還給中國和放棄他們在中國的特權，否則中國人不會撤出中南半島北部，也不會容許法國軍隊在1946年3月起再佔領當地。

### 冷戰

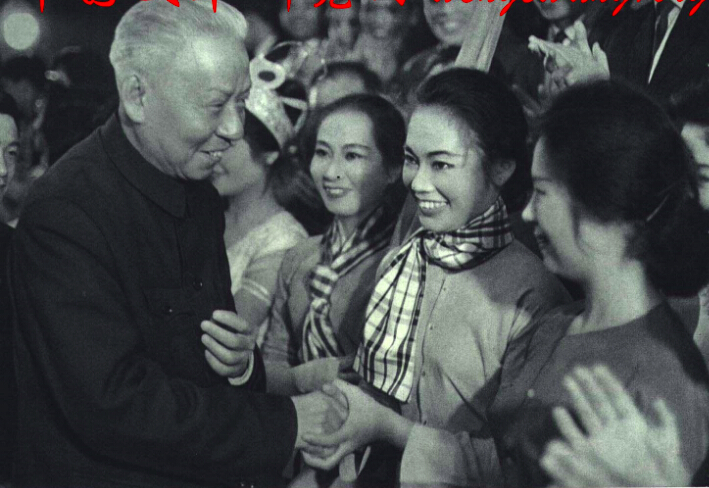
1966年中共中央副主席兼中国国家主席刘少奇与越南歌舞艺术团见面。

在中越關係史上，越南人一直擔心中國將再次統治越南。越南民主共和國（北越）奉行社會主義，並於1950年1月18日與中華人民共和國建交，認為北京是和莫斯科同等重要甚至更为重要的戰略盟友。中華人民共和國曾在1950年至1975年期間，向北越提供武器、軍訓和補給品，協助他們抵抗越南共和國（南越），以及與南越結盟的美國。不過越南政府後來卻懷疑中國曾經在這個時期操控中越關係。但越南始终延续北越时期在中印边境冲突中支持中国的立场。
中蘇交惡期間，中華人民共和國和蘇聯都曾嘗試爭取北越的支持。1970年代末中越交惡後，越南的宣傳單張聲稱，中共中央政治局常委兼國務院副總理鄧小平在1965年訪越時，秘密提出向北越提供10億人民幣的援助，條件是北越必須拒絕來自蘇聯的一切援助。

### 中越戰爭

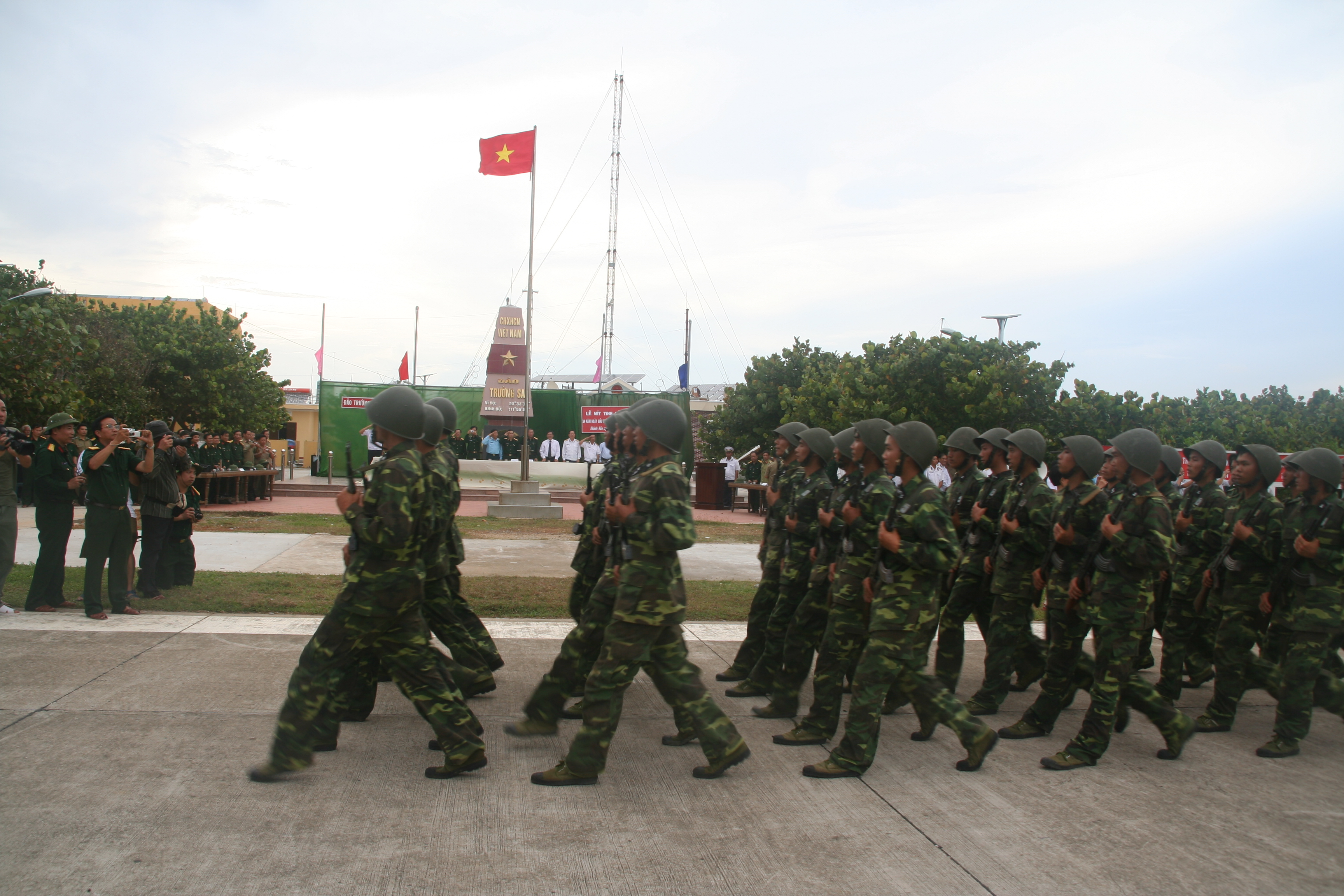
在南沙群島南威島駐紮的越南士兵

越戰期間，越南民主共和国和中華人民共和國同意延遲解決雙邊的領土問題（包括北部湾的邊界問題和南海上西沙群島和南沙群島主權爭議），直至越南实现统一為止。北部湾蘊藏的石油，引起了中越兩國在海上的衝突。在1973年，北越宣布容許外資在南海開採石油，於是中華人民共和國在1974年派軍隊收复當時由南越軍方控制的西沙群島。南越在1975年滅亡以後，越南軍方控制了双方存有主權争议的南沙群島的多数岛礁。
1975年4月北越推翻南越政权，至1976年越南共产党第四次全国代表大会后，越南确立了以黎笋为总书记的领导体制和亲苏联的政治路线。1978年，越南和苏联签署《越苏友好合作互助条约》，并与中華人民共和國就在越华侨问题发生纠纷。6月，中国政府发表「关于越南政府驱逐华侨的声明」:195。同年底，柬越戰爭爆发，越南推翻了亲中的红色高棉政权。此后，中華人民共和國方面斷絕了對越南的經濟援助，并谴责越南追随苏联的“霸权主义”而推行“地区霸权主义”，号召组织世界范围内的“反霸国际统一战线”与之斗争:105－113；越南方面则批判中国从事扩张主义，指中國有意侵佔越南的領土，並有着稱霸亞洲的思想。越南出兵柬埔寨是中越关系在1970年代末期至1980年代末期恶化的主要原因。
1979年1月底鄧小平訪問美國時，對美國總統吉米·卡特表示中國有必要對越南展開小規模的軍事行動，以打擊越南的擴張意圖和氣焰，「給他們一個教訓」。2月17日中越戰爭爆發，中國人民解放軍在中越邊境上進攻越南，在兩個星期的戰鬥過後，解放軍一度逼近河內，不過解放軍於同年3月5日撤出中越邊境。雙方在這次戰役中傷亡慘重，解放軍的傷亡人員達4萬名，越軍的傷亡人員則超過10萬名。中越之間持續的和談在1979年12月破裂，而中越雙方都開始鞏固邊防。越南在中越邊境要點建立大小不一的“公安屯”，並派出60萬名軍人和民兵駐守邊境；中華人民共和國則派出40萬名軍人駐守中方邊境。在1980年代，中越雙方在邊境上有著零星的衝突，中華人民共和國要求越南无条件撤出柬埔寨作为两国重启谈判的先决条件。1988年3月，中越在南沙群岛赤瓜礁发生海上冲突，中方击沉2艘，击伤1艘越南海军舰艇，并在南沙群岛的6个礁盘上建立了据点。整个1980年代，中華人民共和國一直請求蘇聯出面使越南撤出柬埔寨，并指出苏联帮助越南侵占柬埔寨是改善中苏关系的其中一個障碍。苏联方面起初拒绝，至1988年底，苏共中央总书记戈尔巴乔夫接见中国外交部长钱其琛时表示愿意早日解决柬埔寨问题。1989年1月，越南宣布将在柬埔寨政治解决协议制定后，不迟于1989年9月底前从柬埔寨撤军完毕。

### 雙邊關係改善

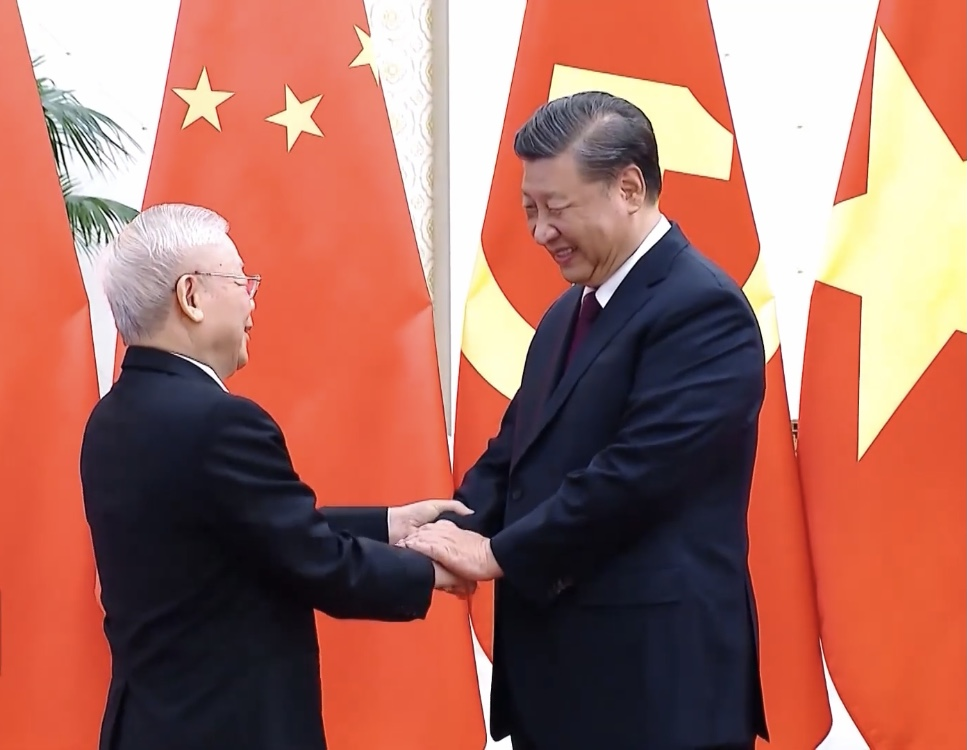
中越党国领袖在北京会晤（2022年11月）

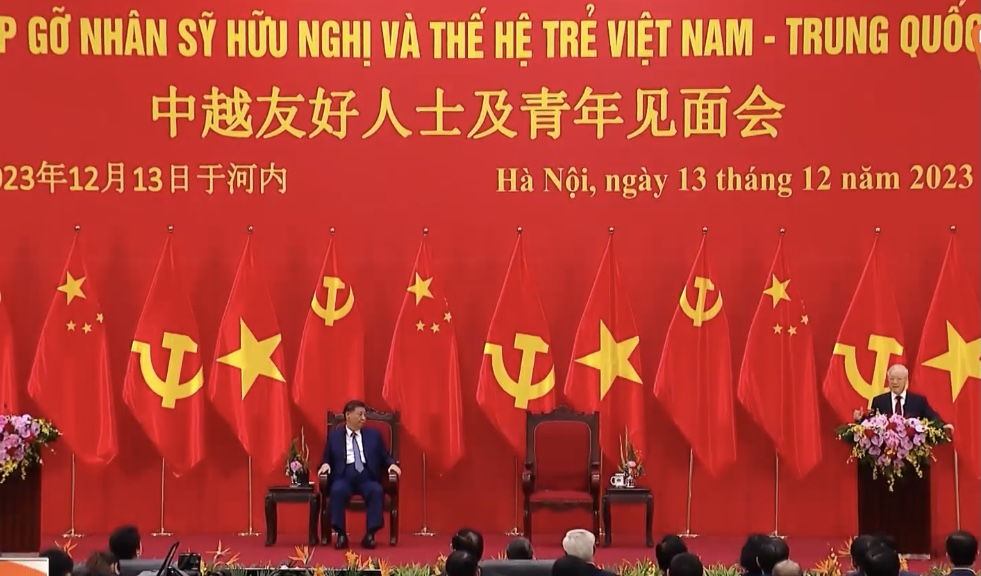
中越党国领袖在河内会晤（2023年12月）

1990年代初蘇聯解體，越南撤出柬埔寨後，中越雙方關係開始有改善。雙方於1990年9月在成都舉行一次秘密會談，決定讓兩國關係正常化，最終兩國於1991年實現和解。雙方的領導人及高級官員自1991年起進行互訪。中越兩國都承認和支持柬埔寨在1991年以後成立的政府，並支持對方申請加入世界貿易組織。1999年，越共中央總書記黎可漂訪華，在北京會見了中共中央總書記兼中華人民共和國主席江澤民，並宣布一項旨在改善和加強中越關係的“16字方針”。2000年，中越雙方簽訂關於共同合作的聯合聲明。中越兩國也成功在1999年至2000年期間解決關於北部湾地區的邊界和領海主權問題。
2002年，中國和東盟簽訂聯合協議，承諾維持地區和平，反對武力衝突。同年中共中央總書記江澤民出訪越南，並與越南簽訂多項協議，深化雙邊的經貿合作，化解雙方較為突出的矛盾。2015年11月5日中共中央总书记兼中华人民共和国主席习近平对越南进行国事访问，并向越南推介“一带一路”倡议。2022年10月30日，越共中央总书记阮富仲率越南最高级别代表团訪問中国，成为中共二十大后首位访问中国的外国政要，也是他在2021年连任越共中央总书记之後首次出访。访问期间阮富仲先后与习近平和中国国务院总理李克强会晤，习近平则向阮富仲颁授“友谊勋章”。會後兩國同意进一步加强和深化中越全面战略合作伙伴关系。習近平後於2023年12月回訪越南，期間兩國同意构建“具有战略意义的中越命运共同体”，並在基建、農業、投資、貿易、金融等方面加深合作。
2024年7月18日，越南外交部表示已向联合国提交了对南海扩展大陆架的主权申请，中华人民共和国外交部回应表示反对，并表示越方举动违背中越两国签署的《关于指导解决中越海上问题基本原则协议》和中国与包括越南在内的东盟国家签署的《南海各方行為宣言》。次日阮富仲年老病重去世，越南国家主席苏林代理越共中央总书记和越共中央军委书记职务，并于同年8月3日召开的越共十三届中央全会上全票当选为越共中央总书记，8月9日越南海岸警卫队与菲律宾在馬尼拉灣举行首次联合海岸警卫队演习。8月15日，中国外交部宣布越共中央总书记苏林将应中共中央总书记习近平邀请访华。8月19日苏林在北京與习近平会晤，双方在基建援助、银行结算等各方面共签署14项合作文件等，次日双方发布《中越联合声明》，宣布将进一步加强关系，推动构建中越命运共同体。

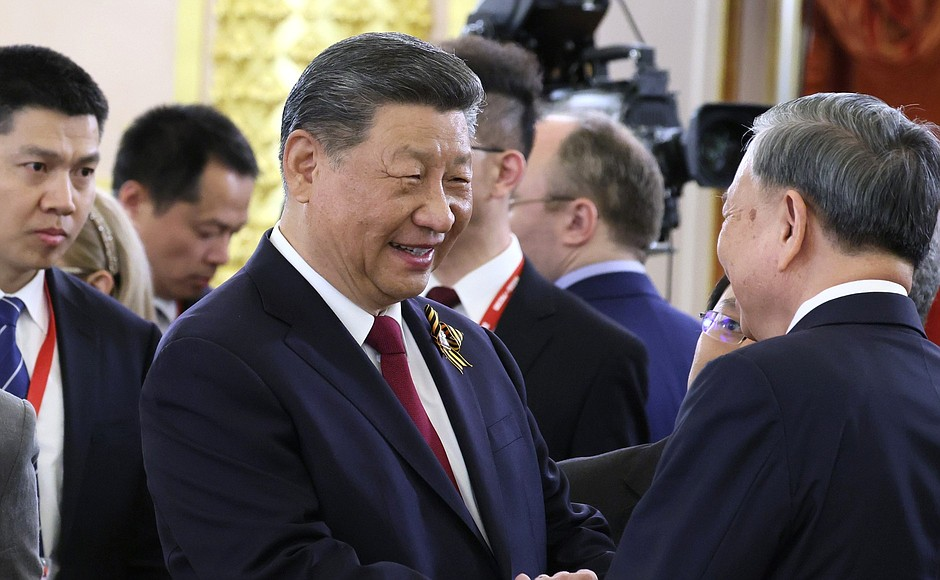
2025年，习近平在莫斯科与越共中央总书记苏林会面

2025年4月中旬，习近平在总书记任内第四度访问越南，重申双边关系，并敦促越南反对美国所谓的“单边霸凌”，以回应美国总统唐纳德·特朗普的解放日关税。习近平还会见了越共中央总书记苏林和越南总理范明政。访问期间，两国签署了45项旨在加强双边关系的协议，涵盖供应链整合、人工智能、联合海上巡逻和铁路基础设施建设等多个领域。

## 经济关系

### 贸易
中越兩國自從在1991年恢復了雙邊的貿易往來之後，雙方貿易總額由1991年的3,200萬美元增長至2004年的約72億美元。兩國政府已制定了目標，務求雙方貿易總額於2010年增長至100億美元。据中国大陆官方统计，2022年，中越双边贸易额达2349.2亿美元，同比增长2.1%。其中中国大陆对越南出口额为1469.6亿美元，同比增长6.8%；越南对中国大陆出口额为879.6亿美元，同比下降4.7%；中国对越贸易顺差为590亿美元。越南主要向中国大陆出口矿产资源和农产品等；而中国大陆则主要向越南出口机电产品、机械设备，以及面料、纺织纤维等原辅料。截至2022年，中国大陆是越南最大的贸易伙伴、最大的入口市场和第二大出口市场，越南则是中国大陆第六大贸易伙伴，也是中國大陸在東盟最大的貿易夥伴。
越南在2004年提出两廊一圈構想，即合作建設「昆明—老街—河内—海防—廣寧」經濟走廊、「南寧—諒山—河内—海防—廣寧」经济走廊以及环北部湾经济圈，獲中華人民共和國同意推進；本倡議旨在促進兩國之間的經貿往來，並與中華人民共和國於2013年提出的一帶一路倡議對接。當中華人民共和國首次提出一帶一路倡議時，出於國內因素，越南沒有即時響應，直至2015年才明確表態歡迎一帶一路倡議。越南總體上支持一帶一路倡議，並於2017年與中華人民共和國簽署《共建“一带一路”和“两廊一圈”合作备忘录》，但和老撾、柬埔寨等鄰國相比，越南對該倡議的立場較為謹慎。連接兩國的鐵路、航空和海路交通現已開通，另外兩國在邊境省份一共設有7對陸路口岸。雙方也成立了合資企業，例如位於越南太原省的綜合煉鋼廠，該廠生產了很多鋼鐵製品。
截至2024年，越南是中国钢铁的第一大出口国，也是中国钢铁产品的主要出口目的地。2025年7月4日，美國為限制中國鋼鐵通過越南出口至美國，和越南達成贸易协议，其中規定若商品来自第三国、经由越南中转再出口至美国，将被征收40%的关税。2025年7月7日，越南贸易工业部宣佈對从中国进口的热轧钢产品征收23.10%至27.83%的关税。
| 年分 | 进出口 | 进出口 | 出口至越南 | 出口至越南 | 自越南進口 | 自越南進口 |
| 年分 | 金额   | 年增速 | 金额       | 年增速     | 金额       | 年增速     |
| ---- | ------ | ------ | ---------- | ---------- | ---------- | ---------- |
| 2019 | 1620.0 | ▲9.6   | 978.7      | ▲16.7      | 641.3      | ▲0.3       |
| 2020 | 1922.9 | ▲18.7  | 1138.1     | ▲16.3      | 784.7      | ▲22.4      |
| 2021 | 2302.0 | ▲19.7  | 1379.3     | ▲21.2      | 922.7      | ▲17.6      |
| 2022 | 2349.2 | ▲2.1   | 1469.6     | ▲6.8       | 879.6      | ▼4.7       |
| 2023 | 2297.9 | ▼13.5  | 1376.1     | ▼6.4       | 921.8      | ▲4.8       |

### 投资
根据中国商务部统计，2023年中国对越南投资流量为25.9亿美元；截至2023年底，中国对越南投资存量为135.9亿美元。
另据越南计划投资部统计，中资企业在越南投资逐年扩大，中国已成为越南外资重要来源地。2023年中国对越南直接投资流量为44.71亿美元。其中，新批准项目707个，协议金额35.44亿美元；179个原项目增资，协议金额7.66亿美元；412宗股权并购交易，金额1.6亿美元。截至2023年底，中国累计对越南投资4230个项目，协议金额274.8亿美元，分别占越南吸收外资项目总数和协议总额的10.8%和5.9%，在144个对越南投资的国家和地区中排名第6位。涉及加工制造、基础设施建设、农业等多个领域。2024年上半年，中国继续保持越南外商直接投资项目数量首位，新签项目447个，协议金额近13亿美元。
|          | 2019   | 2020   | 2021   | 2022   | 2023  |
| -------- | ------ | ------ | ------ | ------ | ----- |
| 年度流量 | 40.62  | 24.59  | 29.21  | 25.18  | 44.71 |
| 年末存量 | 162.64 | 184.59 | 213.37 | 233.49 | 274.8 |

#### 承包工程

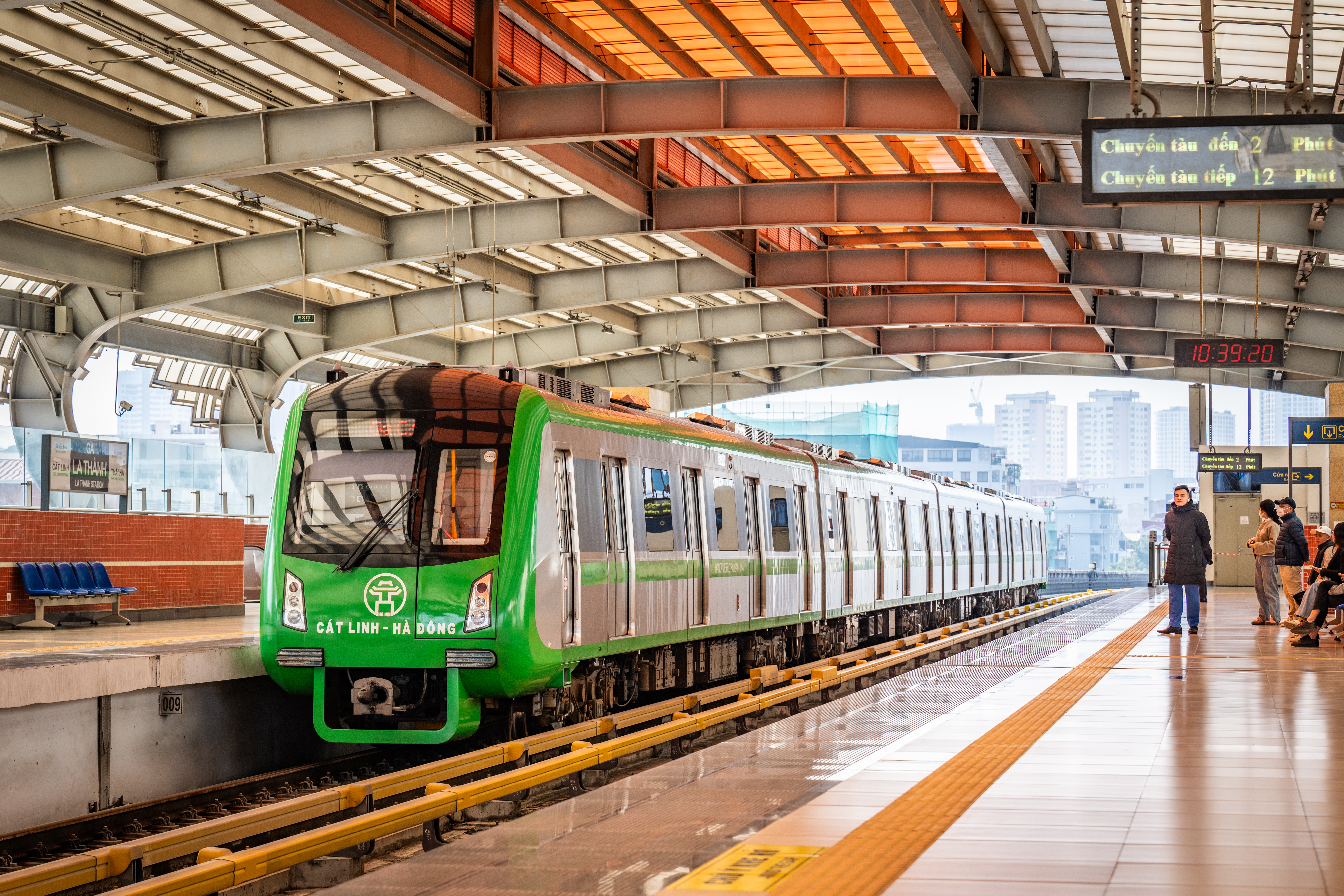
河内都市铁路2A号线，由中铁六局集团承建

越南是中国传统承包工程市场。近年来，中资企业通过参加国际招标或投建营等形式，建设了一批火电、钢铁、水泥、城市轨道交通、新能源电力等工程项目。比如，中铁六局集团承建的河内轻轨二号线（吉灵—河东段）项目已于2021年11月投入商业运营。中国能源建设集团与马来西亚捷硕资源集团在越南控股投资、建设和运营的海阳电厂BOT项目，已于2021年1月投入商业运营。据中国商务部统计，2023年中国企业在越南新签承包工程合同314份，新签合同额74.5亿美元，完成营业额19.5亿美元，年末在越南劳务人员3155人。

#### 境外园区
目前，中资企业在越南投资建设的经贸合作区（工业园区）有6个，其中国家级境外经贸合作区1个，分别是龙江工业园、深圳—海防经贸合作区、铃中加工出口区、海河天虹工业区、仁会康洋工业园等。

#### 能源关系
自2004年9月25日110千伏中国河口至越南老街输电线路投运以来，中越联网项目已安全运行16年。目前，通过5个通道7回线路与越南电网相联，累计送电量近400亿千瓦时，90%以上为清洁能源。2022年4月30日，中国红河与越南老街220千伏电力联网双回线路恢复运行。
目前中资企业在越南已经完成和正在实施的电力项目包括：海防一、二期热电项目；锦普一、二期热电项目；广宁一、二期热电项目；山洞电站项目；永新一、二期热电项目；沿海一、三期热电项目；海阳热电厂和升龙热电厂等。

### 中商组织
越南中国商会在河内成立于2001年。目前设胡志明市分会、广宁省分会、海防市分会、云南企业联合会、湖南企业联合会、福建企业联合会、广东企业联合会、山东企业联合会、浙江企业联合会、川渝企业联合会、广西企业联合会、安徽企业联合会、河南企业联合会、江西企业联合会、湖北企业联合会、江苏企业联合会、东北企业联合会、贵州企业联合会、光伏行业协会、医疗健康产业协会等。

### 中资银行／保险
目前中国工商银行和中国农业银行在河内设立了分行；中国银行、中国建设银行、中国交通银行在胡志明市设立了分行；中国银行在河内设立了代表处，中国工商银行在胡志明市设立了代表处。

## 军事关系
自2000年，中华人民共和国与越南社会主义共和国签署陆地边界勘界立碑和北部湾划界协议以来，中越边境关系日益改善。2014年，中越双方就年度举行边境国防友好交流活动达成一致，同年3月，中国广西壮族自治区与越南广宁省首次举办中越边境国防友好交流活动，由两国国防部长共同主持。此后每年度，双方轮流举办该活动，截至2025年7月已举行过九次。2025年7月，中华人民共和国国防部表示将于7月中下旬与越南在广西举行“携手同行﹣2025”陆军联合训练，该活动将成为中越双方首次进行陆军联训，中方表示本次联训以“边境地区联合执勤训练”为主题，加强边境执勤经验互学互鉴，进一步深化两军务实合作。

## 签证政策

持中華人民共和國護照的中華人民共和國公民簽證要求分布圖：入境越南可以落地簽證。

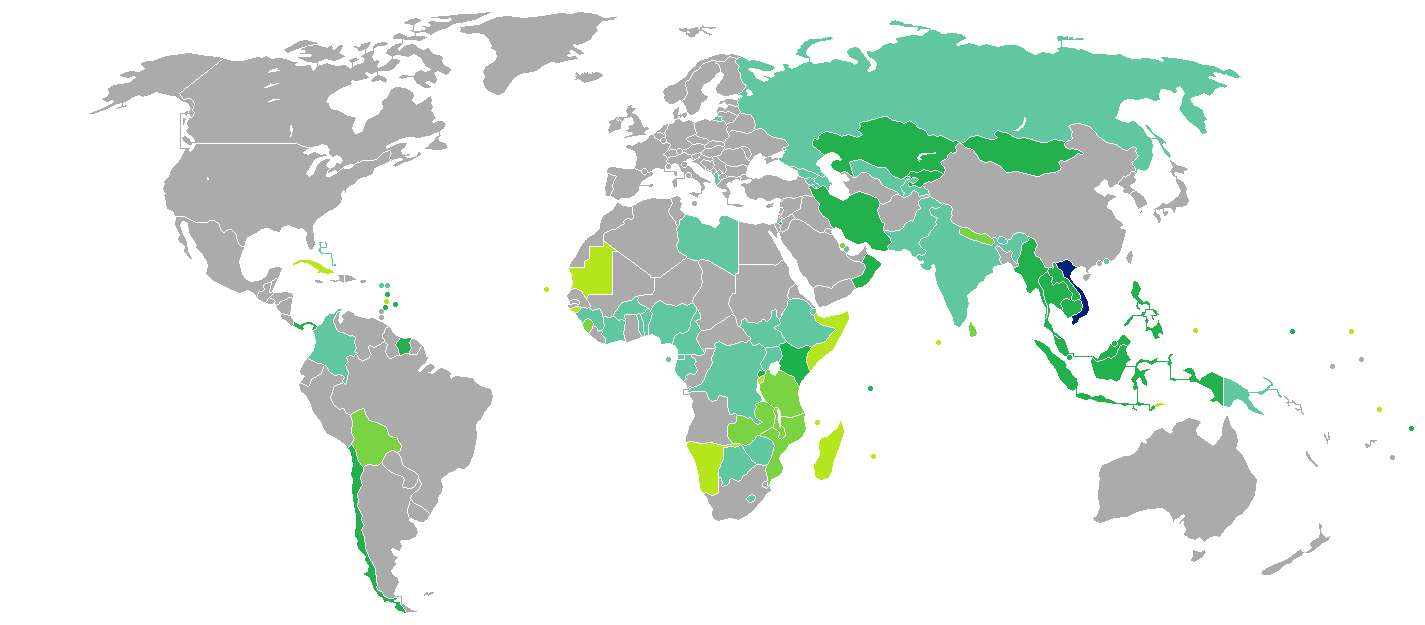
持越南护照的越南國民簽證要求分布圖：入境中華人民共和國需要簽證。

兩國國民皆須申請簽證方可入境對方國家。越南國民或越僑之外籍配偶與子女，可5年免簽證入境越南。持有中華人民共和國護照的中华人民共和国公民符合相关条件可以申請落地簽證入境越南。入境富國島可免签证，最长停留30天。過境越南亦可免簽證，但在机场或港口限定区域内停留。
自2015年5月28日起，包括越南在内的东盟10国旅游团（2人及以上），由广西桂林市旅游主管部门资质审定的旅游社组织接待，从桂林机场口岸整团入出境，可免办签证在桂林市行政区停留不超过6日。

## 交通

### 航空

#### 客運
| 中华人民共和国 | 越南（按照都會區人口排列） |
| -------------- | --- |
| 北京首都       | 胡志明市（中国南方航空、中国国际航空） 河内（中国国际航空、越南航空） 芽庄（越南航空）                                                            |
| 北京大兴       | 河内（中国东方航空） |
| 天津滨海       | 芽庄（越南航空、越捷航空） |
| 石家庄正定     | 芽庄（越南航空、伊尔库茨克航空） |
| 太原武宿       | 芽庄（越捷航空） |
| 哈尔滨太平     | 芽庄（越南航空） |
| 上海浦东       | 胡志明市（中国东方航空、春秋航空、中国南方航空、越南航空、越捷航空） 河内（越南航空） 芽庄（越南航空） 富国岛（越南航空）                         |
| 南京禄口       | 芽庄（越南航空） |
| 无锡硕放       | 芽庄（越南航空、越捷航空） |
| 常州奔牛       | 芽庄（越捷航空） |
| 杭州萧山       | 胡志明市（中国东方航空） 芽庄（越捷航空、捷星太平洋航空）                                                                                         |
| 宁波栎社       | 胡志明市（中国东方航空） 芽庄（越捷航空） |
| 厦门高崎       | 胡志明市（厦门航空、中国国际航空） 河内（厦门航空、越南航空） 芽庄（越南航空）                                                                    |
| 南昌昌北       | 芽庄（越捷航空） |
| 青岛胶东       | 芽庄（越捷航空包机） |
| 武汉天河       | 芽庄（越捷航空） |
| 长沙黄花       | 胡志明市（中国南方航空） 河内（越南航空） 芽庄（越捷航空包机）                                                                                    |
| 张家界荷花     | 胡志明市（越捷航空） 河内（越捷航空） |
| 广州白云       | 胡志明市（中国南方航空、春秋航空、越南航空、捷星太平洋航空） 河内（中国南方航空、越南航空、捷星太平洋航空） 岘港（越南航空） 芽庄（中国南方航空） |
| 深圳宝安       | 胡志明市（中国南方航空、深圳航空、越南航空、捷星太平洋航空） 河内（中国南方航空、越南航空、捷星太平洋航空） 岘港（越南航空） 芽庄（中国南方航空） |
| 南宁吴圩       | 胡志明市（四川航空） |
| 海口美兰       | 胡志明市（海南航空） 芽庄（柬埔寨航空） |
| 三亚凤凰       | 河内（越旅航空） |
| 重庆江北       | 河内（西部航空） 芽庄（越捷航空） |
| 成都天府       | 胡志明市（四川航空、越捷航空） 河内（四川航空、越南航空） 芽庄（越捷航空） 富国岛（四川航空）                                                     |
| 贵阳龙洞堡     | 芽庄（越捷航空） |
| 昆明长水       | 芽庄（瑞丽航空） |
| 麗江三義       | 胡志明市（越捷航空） 河内（越竹航空） 海防（祥鹏航空）                                                                                            |
| 西安咸阳       | 胡志明市（越捷航空（2024年8月开办）） 河内（中国东方航空（2024年8月30日开办））                                                                   |
| 银川河东       | 芽庄（越南航空） |
| 乌鲁木齐地窝堡 | 芽庄（乌鲁木齐航空） |
| 香港           | 胡志明市（国泰航空） 河内（国泰航空、香港快运航空、越南航空） 岘港（香港快运航空、越捷航空） 富国岛（越捷航空）                                   |
| 澳门           | 河内（澳门航空、越南航空） 岘港（澳门航空、越捷航空、越旅航空） 芽庄（越竹航空）                                                                  |

#### 貨運
| 中华人民共和国 | 越南 |
| -------------- | --- |
| 厦门高崎       | 胡志明市（商舟航空物流） |
| 深圳宝安       | 胡志明市（中州航空、联合包裹服务航空）、河内（顺丰航空、中州航空）                                                                               |
| 西安咸阳       | 河内（大韩航空货运） |
| 香港           | 胡志明市（國泰貨運、香港华民航空、香港貨運航空、卢森堡货运）、河内（国泰货运、香港货运航空、凱邁爾航空、卢森堡货运、空橋貨運航空、泛航貨運航空） |

### 铁路

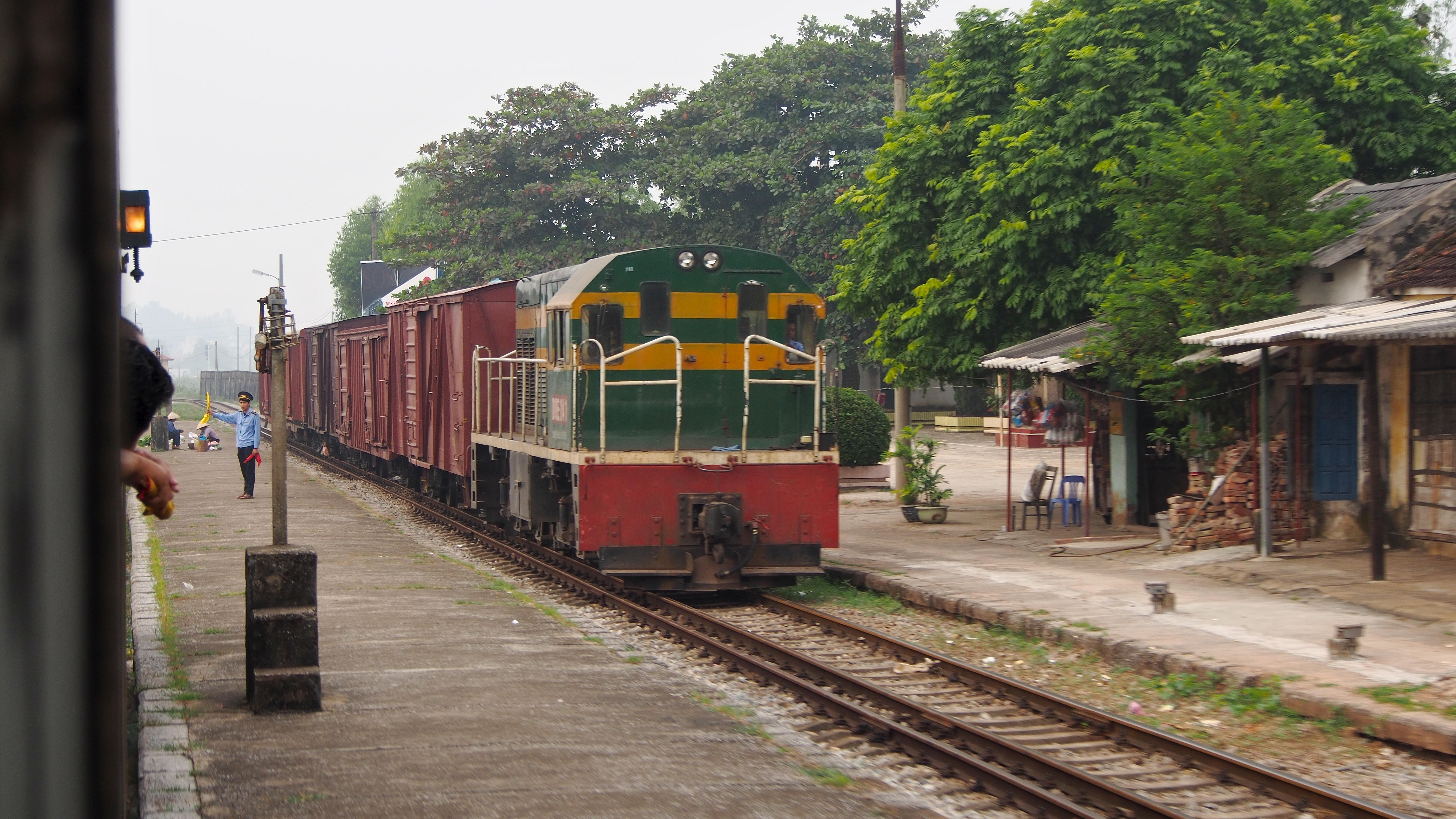
越南同登火车站的双轨轨道既能容纳来自河内的米轨列车，也能容纳来自南宁和中国其他城市的标轨列车。

中国铁路和越南铁路之间有两条铁路连接线，分别位于友谊关和河口瑶族自治县。在广西凭祥和越南谅山省同登市镇边境的友谊关，湘桂铁路与河同铁路相连。这条通道于1955年开通，取代了旧的河口通道，成为两国之间的主要铁路连接线。每周有两趟从北京到河内的Z5/6次列车，两趟列车都经过友谊关。火车可能需要乘客在南宁下车5小时（尤其是北行服务）；软卧乘客可以使用带躺椅的休息区。
在河口，来自云南昆明的米轨昆河铁路连接越南老街省。这条线路也被称为滇越铁路，由法国于1904年至1910年间修建，穿越崎岖的地形。这条线路的客运服务于2000年底停止，但货运列车使这条过境点得以维持运营。

### 驾车
中国驾照无法在越南直接使用，需在越南交通部门换领相应种类的越南驾照。

## 边界领土问题
1999年12月30日，中越双方在河内签署了《中越陆地边界条约》，确认了以1887年中法界约等历史边界条约为基础，双方宣称本着平等协商，互谅互让的友好精神解决陆地边界问题。2000年，中越两国各自国内完成了批准边界条约的法律程序。2001年，由两国派出代表成立了“中越陆地边界联合勘界委员会”，负责实地勘界立碑的工作，然而该项工作长期进展缓慢，进度落后于预期，直至2009年，最终完成中越陆地边界全线勘界立碑工作，双方随后签署了《中越陆地边界勘界议定书》以及边界与口岸管理制度等文件。上述文件于2010年7月14日生效，至此，中越两国已经解决了陆地边界争议问题。
2000年12月25日，中越双方在北京签署了《中越关于两国在北部湾领海、专属经济区和大陆架的划界协定》，在北部湾地区确立了21个海上分界点，双方宣称本着公平原则解决了在北部湾地区的领海、专属经济区和大陆架划分，大致上各自获得了50%的北部湾海域。此外，还签署了《中华人民共和国政府和越南社会主义共和国政府北部湾渔业合作协定》，跨双方管辖海域划定了一块“渔业共同作业区”，建立了联合巡逻等制度。至2004年，双方完成了上述协定的各自国内法定批准程序，2004年6月30起，上述协定生效，两国关于北部湾海域的争议基本宣告解决。
2001年11月，中国在和越南等国家、地区谈判后决定原由香港飞行情报区管理、位于南中国海上空的香港飞行责任区分别交由中国新设立的三亚责任区（现三亚飞行情报区）和胡志明飞行情报区管理。原西贡飞行情报区位于南中国海上空的一部分于1975年西贡陷落后在国际民航组织协调下暂时分配给香港飞行情报区管理。
在西沙群岛和南沙群岛的主权争议方面，双方和平解决争端的外交进展缓慢。2002年，中華人民共和國和包括越南在内的东盟十国签署了“南海各方行为宣言”，宣言承诺争议各方将根据《联合国海洋法公约》等公认的国际法准则，寻求和平解决争议之道，并在争端解决前保持克制，避免问题复杂化。但上述宣言并非国际法意义上的条约，不具有法律约束效力。
2011年5月底，越南方面抗议中方海监船侵入越南海域，切断正在进行地震勘探作业的越南国家油气集团‘平明02号’勘探船的电缆，要求中方道歉并赔偿损失。6月中旬，越南再次抗议中方渔政船舶在越南专属经济区内破坏了越南租用的法国探测船 VIKING 2号的电缆，侵犯了越南主权。中方则宣称中国执法船舶在中国管辖海域内从事正常海洋行政执法活动。在2011年6月，越南宣布其軍方將於南海進行軍事演練。此前中華人民共和國對越南在南海進行石油開採活動表示反對，並重申南沙群島及其周邊海域屬於中國。南海的防務可能是中國第一艘航空母艦遼寧號航空母艦（自2005年起開始翻新，於2011年試航，2012年起入列）的其中一個任務。6月19日，中国新闻媒体披露了中国组织了“环海南岛海上实兵演练”。6月25日，越南外交部副部长胡春山作为越南领导人特使访问中国，与中国国务委员戴秉国举行了会谈，双方达成共识，表示要通过谈判与友好协商以和平解决两国之间的海上争议。
2012年6月21日，中華人民共和國民政部宣布，中國國務院已經正式批准海南省建立地級三沙市，管轄西沙群島、中沙群島和南沙群島；越南國會也在同一日通過《越南海洋法》，把黃沙群島（即西沙群島）和長沙群島（即南沙群島）劃入越南的領土範圍。就此，中國外交部在當日發表聲明，聲稱中國對西沙群島、南沙群島及其附屬海域擁有「無可爭辯的主權」；越南對西沙群島和南沙群島提出的主權要求是「無效」的。越南外交部發言人也在同一天作出回應，聲稱越南國會審議通過《越南海洋法》這件事是正常的立法程序，旨在方便越南當局管理、開發和保護由它控制的海域和島嶼，以及方便越南開發海洋經濟。越南外交部發言人表示他們堅決反對中國對此作出的「無理指控」，並對中國設立三沙市表示「強烈抗議」。

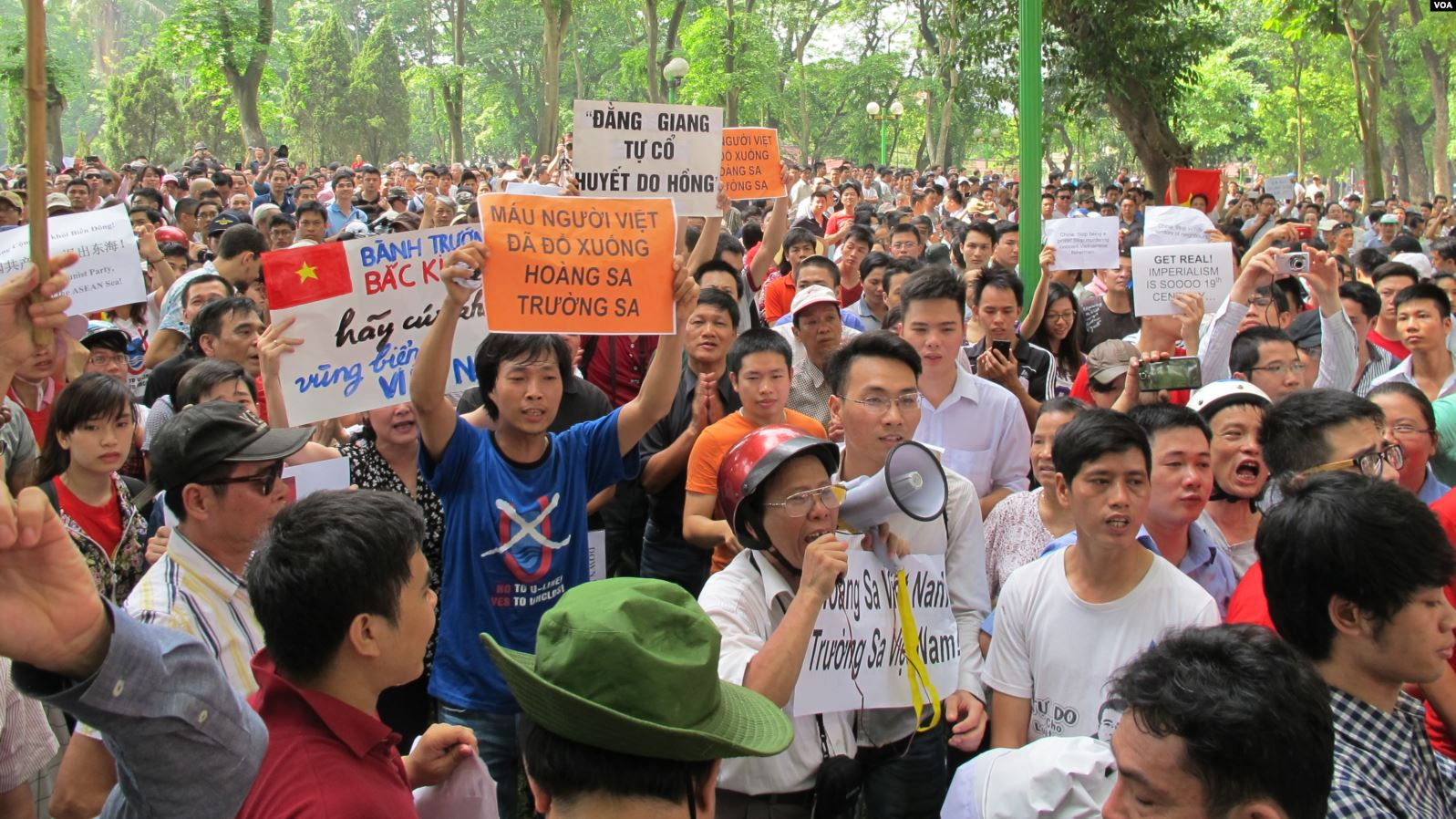
2014年河內排華遊行

2014年，由於中華人民共和國在南海地區設置編號為HD981的鑽油平台，造成部分越南民眾不滿，越南政府亦對中國提出抗議。自2014年5月12日晚上平陽市新加坡工業園內，一台資鞋廠約一百名越南員工發起遊行。到13日早上，全廠工人罷工，大批越南民眾響應，之後幾天內，陸續有中資及台資廠房遭到攻擊、人員傷亡之消息傳出，亦有部分他國廠商遭受波及。

## 脚注
1. ↑  指：“长期稳定、面向未来、睦邻友好、全面合作”[33]